# Metoda Helen Doron
Metoda Helen Doron (ang. Helen Doron Early English) – metoda nauczania języków obcych opracowana przez brytyjską nauczycielkę Helen Doron, przeznaczona dla uczących się w wieku 3-19 lat. Zasadniczym procesem występującym w tej metodzie jest naśladownictwo. Jest to metoda audiowizualna, wykorzystująca w procesie dydaktycznym piosenki, filmy animowane i aplikacje edukacyjne. Helen Doron stworzyła sieć franczyzową, a jej metoda używana jest w tysiącu placówek 37 krajach świata; skorzystało z niej ok. 3 miliony osób (2019). W Polsce nauka metodą Helen Doron odbywa się od roku 1999. 

## Historia
Metoda została stworzona w latach 80. Helen Doron wpadła na nią, obserwując naukę gry na skrzypcach swojej córki metodą Suzuki, grania ze słuchu, bez zapisu nutowego. Doron stwierdziła, że opracuje metodę nauczania polegającą na osłuchaniu się z językiem obcym, tak jak dziecko osłuchuje się z językiem ojczystym. Jej metoda skupiona jest na pozytywnych doznaniach, zabawie i interakcji między uczestnikami kursu.

## Nauka
Nauka odbywa się w niewielkich grupach od 4 do 8 uczniów, tak aby każdemu dziecku poświęcić odpowiednią ilość czasu. Lekcje odbywają się raz lub dwa razy w tygodniu, trwają 30 – 60 minut i prowadzone są wyłącznie w języku obcym. Pełny cykl nauczania trwa dziewięć lat; przy czym naukę pisania i czytania rozpoczyna się dopiero w siódmym roku nauki.